# John Dies at the End (película)
John Dies at the End es una película estadounidense de comedia de terror de 2012, escrita y dirigida por Don Coscarelli y basada en la novela homónima de David Wong. Está protagonizada por Chase Williamson y Rob Mayes, con Paul Giamatti, Clancy Brown, Glynn Turman, Daniel Roebuck y Doug Jones.
A pesar de su respuesta crítica mixta, las revistas Variety y Wired la nombraron una película de culto.

## Trama
El holgazán David Wong recuerda haberse enfrentado a un skinhead zombi que decapitó un año antes y se pregunta si el hacha a la que se le reemplazó el mango y la cabeza con el tiempo sigue siendo la misma hacha. En la actualidad, se reúne con un reportero, Arnie Blondestone, para relatar los eventos sobrenaturales que plagaron la pequeña ciudad no revelada en la que vive.
Hace algún tiempo, David está en una fiesta con su amigo John, con sus conocidos Fred Chu, Justin White y Amy Sullivan, a quien le han amputado una mano.David se entera de que el perro de Amy, Bark Lee, ha desaparecido después de morder a Robert Marley, un traficante de drogas que se hace pasar por jamaicano. El traficante afirma tener poderes y sabe cosas sobre David que no debería. Al salir de la fiesta, David ve a Bark junto a su coche.
John llama a Dave y le exige que venga de inmediato. En el departamento de John, David, ajeno a una criatura extraña que solo John puede ver, encuentra una jeringa que contiene una droga de color negro. John le dice a David que la droga, "Salsa de Soja", que le dio Marley, otorga conocimiento inhumano cuando se toma. además de dejar al usuario en dimensiones y flujos de tiempo alternativos, como lo demuestra una versión anterior de John llamando al presente Dave.
Mientras se alejan, David se apuñala accidentalmente con la jeringa, impulsándolo a través de dimensiones alternativas. Volviendo al presente, un hombre extraño, Roger North, aparece en el asiento trasero. Roger pone una extraña criatura debajo de la camisa de David y le dice que conduzca. David usa el encendedor para quemar a la criatura. Detiene el coche y amenaza a Roger, que desaparece.
El detective Lawrence Appleton interroga a los dos en una comisaría. Appleton revela que John y Justin White fueron los únicos supervivientes de una fiesta posterior impulsada por las drogas organizada por Robert Marley. Todos los demás desaparecieron o sufrieron muertes espantosas y extrañas.
En el presente, un incrédulo Arnie intenta irse, pero Dave le convence de quedarse después de mostrarle un extraño monstruo en su auto que no se puede ver fácilmente.
Durante el interrogatorio de la policía, John muere por razones desconocidas. Mientras uno de los interrogadores se va para investigar la muerte de John, John contacta telepáticamente a Dave. John ayuda a Dave a darse cuenta de que el otro policía en la habitación es un fantasma y lo ayuda a escapar de la estación de policía. Luego, guían a Dave a la casa de Marley. La salsa de soja de Marley deja inconsciente a Dave. Se despierta y ve a Appleton preparándose para quemar el remolque, quien le dice que el cuerpo de John desapareció y que la salsa de soja está dejando entrar algún tipo de fuerza maligna. Appleton dispara a David, quien sobrevive viajando en el tiempo y manipulando la bala que le dispararon. Bark, controlado por John, conduce el coche de David a través de la pared, permitiéndole escapar.
Justin White, poseído, aparece en el apartamento de David y lo somete. Dave intenta matarlo pero está infectado. Justin secuestra a David, Fred, Amy, Bark y John y los lleva a un centro comercial abandonado, con la esperanza de usar una puerta fantasmal del interior para viajar a otra dimensión. John manipula a White para que salga, donde Appleton lo mata. Appleton luego explota en un enjambre de insectos demoníacos que luego poseen a Fred, a quien David mata de mala gana. Amy abre la puerta fantasma con su miembro fantasma, permitiendo el paso a John y Dave. Allí conocen a North y Albert Marconi, una celebridad psíquica y exorcista. Revelan que la fuente de los extraños sucesos es Korrok, una extraña supercomputadora biológica que se ha convertido en un dios genocida que quiere viajar a nuevas dimensiones y conquistarlas. Marconi les da a David y John un explosivo C4 con LSD para incapacitar a Korrok.
El dúo atraviesa un portal a una Tierra alternativa. Los discípulos de Korrok los saludan como "elegidos" y presentan una sociedad totalitaria brutal, donde los disidentes son mutilados por los monstruos de Korrok. El dúo es llevado ante Korrok, quien planea devorarlos, absorber su conocimiento sobre viajes dimensionales y conquistar su dimensión. John intenta activar la bomba pero falla. Bark Lee, que siguió a los dos, agarra la bomba y se lanza contra Korrok, sacrificándose para destruir Korrok.
Al escapar, David y John se encuentran con Marconi y descubren que Bark estaba destinado a derrotar a Korrok desde el principio. Después de morder a Marley, aturdido por la salsa de soja, lo vinculó con Marconi y North. Amy se convierte en la novia de David. Con la ayuda de Marconi, David y John se convierten en exorcistas y cazadores de demonios.
En el presente, Arnie decide publicar la historia. Dave se da cuenta de que percibe a Arnie de manera diferente a cómo se ve realmente, y los dos encuentran al verdadero Arnie decapitado en el maletero de su auto, quien murió después de contactar a Dave por primera vez. Dave le dice a Arnie que la mente de Dave proyectó su forma actual. Arnie intenta negarlo, pero pronto se desvanece en el aire.
Más tarde, John y Dave juegan baloncesto y, sin darse cuenta, lanzan su pelota a una dimensión postapocalíptica. Después de ir tras él, una organización paramilitar les informa que son los elegidos que restaurarán el mundo, pero John y Dave, molestos, se marchan.

## Reparto
- Chase Williamson como Dave
- Rob Mayes como John
- Paul Giamatti como Arnie Blondestone
- Clancy Brown como el Dr. Albert Marconi
- Glynn Turman como detective
- Doug Jones como Roger North
- Daniel Roebuck como Largeman
- Fabianne Teresa como Amy
- Jonny Weston como Justin White
- Allison Weissman como Shelly
- Jimmy Wong como Fred Chu
- Tai Bennett como Robert Marley
- Ethan Erickson como el sargento McElroy
- Angus Scrimm como el padre Shellnut
- Kevin Michael Richardson como Korrok (voz)

## Producción
En 2007, Don Coscarelli adquirió los derechos cinematográficos de la novela cómica de terror John Dies at the End. La novela, escrita por David Wong, se publicó por primera vez en línea como una serie web a partir de 2001, luego como un manuscrito editado en 2004 y luego como una edición de bolsillo en 2007. Coscarelli declaró: "Me impresionó mucho la novela de David Wong. Originalidad enloquecida e imaginación impresionante. Es como una mezcla de Douglas Adams y Stephen King, ambos inteligentes y tontos, aterradores y divertidos; realmente me llamó la atención. Es tan adictivo como la droga callejera 'Salsa de Soja' que provoca. la trama en marcha." 
Producida por Daniel Carey y Paul Giamatti, con los productores Don Coscarelli, Brad Baruh, Andy Meyers, Roman Perez, Aaron Godfred y Josh Lewin, M3 Alliance, M3 Creative y Midnight Alliance comenzaron "en secreto" el rodaje en octubre de 2010. Esto fue confirmado después de que se verificaran las pistas publicadas por Coscarelli en su página de Twitter. El rodaje se llevó a cabo en locaciones del sur de California. El 27 de enero de 2011, Coscarelli anunció en su página de Twitter que se había completado rodaje y que la película había entrado en posproducción, para un extenso trabajo de efectos visuales. La película se estrenó en el Festival de Cine de Sundance de 2012, el 23 de enero de 2012.Variety informó que la película se produjo con un presupuesto de menos de siete cifras.
Coscarelli le dijo a Entertainment Weekly: "Había estado leyendo ficción de zombis. Así que pedí estos libros y los robots de Amazon me enviaron este correo electrónico: "Si te gusta, te encantará John Dies at the End". Y enumeraba todas estas cosas sobre el libro de Wong. Literalmente, cuando leí el correo electrónico, pensé: "Esta sería una gran película". 
Giamatti calificó la novela como "un bochorno de riquezas" y dijo: "lo que va a ser trágico es lo que va a tener que desaparecer, porque las cosas van a tener que desaparecer y [...] me matará pase lo que pase, porque no Quiero que todo esté ahí y todavía tienes que tener esta bolsa llena de cosas". También elogió a los actores y las elecciones de Coscarelli y afirmó: "Don lo eligió de manera brillante. Los actores fueron muy buenos".

## Lanzamiento
En agosto de 2012, Magnet Releasing anunció que había adquirido los derechos de la película.La película se estrenó para un público más amplio a través de servicios de vídeo a la carta el 27 de diciembre de 2012; sin embargo, solo estaba disponible en Estados Unidos. Se estrenó en cines el 25 de enero de 2013. Fue lanzado en DVD el 2 de abril de 2013. 

## Recepción
El agregador de reseñas de películas Rotten Tomatoes informa un índice de aprobación del 60%, basado en 89 reseñas con una puntuación promedio de 5,60/10. El consenso del sitio dice: "Algunos encontrarán encantadora la incoherencia oscuramente divertida y de género de John Dies at the End; algunos sentirán que sus travesuras estrafalarias y su sangre conducirán a una recompensa insatisfactoria".En Metacritic, la película tiene una puntuación de 53/100 basada en 27 reseñas, lo que indica "críticas mixtas o promedio".
A. O. Scott del New York Times lo calificó como "una experiencia ridícula, absurda, a veces enloquecedora, pero también una especie de explosión". El editor de IGN, Chris Tilly, escribió: "El resultado final es una película que se desvía por todos lados; una característica oscura, hilarante y consistentemente retorcida que divierte durante largos períodos, aburre en algunas partes y asombra en otras". Rob Nelson, de Variety, la llamó "una comedia de terror completamente impredecible y también inmensamente entretenida". Steven Rea del Philadelphia Inquirer lo calificó con 4/5 estrellas y lo llamó "exagerado, asqueroso y divertido... profundamente divertido, de la manera más enfermiza posible". James Berardinelli lo calificó con 2/4 estrellas y lo calificó como un "fracaso interesante". El escritor de NPR, Scott Tobias dijo que la película se esfuerza demasiado en atraer seguidores de culto y se basa en una "locura calculada". En una crítica muy negativa, Mick LaSalle del San Francisco Chronicle elogió la actuación de Giamatti como la única parte buena de la película, elevándola de "La peor película jamás realizada" a "Una de las peores de 2013".